# Daniela Mercury & Cabeça de Nós Todos
Daniela Mercury & Cabeça de Nós Todos é um álbum de estúdio da cantora brasileira Daniela Mercury em conjunto com o grupo baiano Cabeça de Nós Todos, lançado em 13 de dezembro de 2013 pela gravadora Eldorado.

## Faixas
- 1. Sei Lá
- 2. Sinto
- 3. Neguinho Maravilha
- 4. Aquele Abraço
- 5. Alma Feminina
- 6. Seda Azul
- 7. Paula e Bebeto
- 8. Tira Onda
- 9. Carteira de Estudante
- 10. Cheia de Graça
- 11. Vai Ser Como o Rei Mandar
- 12. Couché